# Heiku
Heiku (黓虁, tigre negro) é um kata do caratê, que é praticado principalmente nos estilos ryuei-ryu e shito-ryu. Sua introdução deve-se ao mestre Norisato Nakaima, dentro do estilo fechado de sua família.

## História
A forma foi levada para Oquinaua por Norisato Nakaima, que era radicado à região de Naha. Diz-se que o mestre Nakaima fez uma viagem através da China, passando por Fujian, Xangai e Pequim, com o intuito de estudar com os respectivos expertos em artes marciais chinesas e medicina fitoterápica. Durante sua estadia em China, mestre Nakaima permaneceu em internato — uchi deshi[a] — com o mestre Ryu Ryu Ko.
Retornando para Oquinaua, Norisato Nanakima levou consigo grande quantidade de instrumentos e manuais e passou a desenvolver o que tinha apreendido. O estilo de caratê de sua família, posto que achegado aos princípios e moldes do estilo naha-te, evoluiu de forma fechada e permaneceu assim por muito tempo, até meados da década de 1950, quando os caratecas, em busca de conhecimentos, Teruo Hayashi e Shyogo Kuniba visitaram mestres renomados de Oquinaua, entre eles Kenri Nakaima, de quem aprenderam o kata Heiku e o intorduziram em suas escolas próprias.

## Características
A forma possui te waza principalmente com as mãos abertas e, bem assim, possui técnicas de deslocamento complexas.